# Volvo LV66
Volvo LV66 är en lastbil, tillverkad av den svenska biltillverkaren Volvo mellan 1931 och 1936.

## Historik
Volvo presenterade sin första tunga lastbil 1931. Till skillnad från sina mindre syskon, som använde vissa delar från personbilarna, byggdes LV66-serien med komponenter enbart avsedda för lastbilarna. Detta inkluderade en helt ny motor med toppventiler, en kraftig fyrväxlad växellåda, stålfälgar och hydrauliska fyrhjulsbromsar.
Bilen byggdes till att börja med i två viktklasser: LV68 och LV69 med en lastvikt på 3,25 ton samt LV66 och LV67 med en lastvikt på 3,5 ton. Från 1933 fanns LV66 och LV67 även med boggibakaxel och lastade då 5,25 ton. LV70 med lång hjulbas användes främst som buss. 
Från 1933 såldes bilarna även med Hesselmanmotor.

## Motorer
| Modell  | Årsmodell | Motor                  | Cylindervolym | Effekt | Bränslesystem   |
| ------- | --------- | ---------------------- | ------------- | ------ | --------------- |
| LV66-70 | 1931-36   | DC: 6-cyl radmotor ohv | 4097 cm³      | 75 hk  | Enkel förgasare |
| LV66-70 | 1933-36   | HA: 6-cyl radmotor ohv | 4097 cm³      | 75 hk  | Hesselmanmotor  |